# Afade (Sprache)
Afade (auch Afadeh oder Mandagué genannt) ist eine tschadische Sprache, welche in der Region Extrême-Nord in Kamerun sowie in Nigeria in der Local Government Area Ngala gesprochen wird. Zentrum der Sprache ist die Kleinstadt Afade, daneben wird sie im Umkreis ebendieser sowie in 12 Dörfern im angrenzenden Nigeria gesprochen.
Sie zählt zu den Kotoko-Sprachen und ist nah verwandt mit Malgbe, Maslam und Mpade. Ethnologue listet die Sprache als „6b (Gefährdet)“ auf, laut Henry Tourneux beherrschten im Jahre 2004 noch 5000 Menschen die Sprache. Viele Leute sprechen inzwischen jedoch Shuwa-Arabisch, welches als Verkehrssprache die einheimischen Sprachen und Dialekte immer weiter verdrängt.
Die Sprache wird in lateinischer Schrift geschrieben.